# T'way Air
T'way Air Co., Ltd (Hangul: 티웨이 항공; RR: Tiway hanggong), là một hãng hàng không giá rẻ đóng ở Seongsu-dong, Seongdong-gu, Seoul, Hàn Quốc.
T'way Air Co., Ltd được thành lập vào ngày 8 tháng 8 năm 2010 với hai máy bay Boeing 737-800s. Các tháng tiếp theo, hãng đã được Air Operator Certificate trong nước (AOC) cấp phép và khai thác tuyến bay giữa Sân bay quốc tế Gimpo và sân bay quốc tế Jeju. Trước năm 2010, T'way Air đã được biết đến với tên Hansung Airlines. Trong năm 2013, chỉ trong vòng ba năm sau khi thành lập, T'way Air đạt được lợi nhuận. Trong năm 2014, hãng được ghi nhận các yếu tố tải trọng cao nhất trong chuyến bay Gimpo-Jeju trong số các hãng hàng không Hàn Quốc. Trong tháng 3 năm 2014, T'way Air giới thiệu máy bay thứ 7 (B737-800) và máy bay khác sẽ được bổ sung trong tháng 8 năm 2014. Hãng đã khởi động tuyến bay giữa sân bay Daegu và sân bay quốc tế Jeju ngày 30 tháng 3, năm 2014.

## Lịch sử hình thành và phát triển

### Năm 2004
- Tháng 3: Thành lập Hiệp hội xúc tiến các doanh nghiệp hàng không khu vực Chungcheong
- Tháng 7: Hợp tác với thành phố Cheongju và Ký kết hợp đồng gia nhập hàng không
- Tháng 8: Lấy tên là Hansung Airlines (Đại diện: Lee Deokhyung)[5]

### Năm 2005
- Tháng 5: Được cấp giấy phép cho chuyến bay thuê bao
- Ngày 27 tháng 6: Nhận máy bay đầu tiên Hansung Airlines (ATR 72-200, HL5229)
- Ngày 31 tháng 8: Mở đường bay Cheongju - Jeju

### Năm 2007
- Tháng 6
  - Nhận máy bay thứ 2 Hansung Airlines (ATR 72-200, HL5230)
  - Nhận máy bay thứ 3 Hansung Airlines (ATR 72-200, HL5233)
  - Vào tháng 10, mở rộng đường bay Seoul (Gimpo) - Jeju
  - Mở rộng đường bay Cheongju - Jeju

### Năm 2008
- Tháng 10: Gián đoạn khai thác do kinh doanh khó khăn

### Năm 2009
- Tháng 8: Nộp đơn khôi phục và tiếp tục kinh doanh tới Tòa án trung tâm Seoul

### Năm 2010
- Tháng 4: Kế hoạch khôi phục được chấp thuận bởi Tòa án trung tâm Seoul
- Tháng 6: Nhận máy bay đầu tiên (Boeing 737-800, HL8232)[6]
- Tháng 8: Đổi tên thành Hãng hàng không t'way
- Tháng 9
  - Nhận máy bay thứ 2 (Boeing 737-800, HL8235)
  - Được cấp phép bay nội địa (Air Operator's Certificate)
  - Khôi phục lại đường bay Seoul (Gimpo) - Jeju

### Năm 2011
- Tháng 1: Nhận máy bay thứ 3 (Boeing 737-800, HL8237)
- Tháng 7: Được cấp phép bay quốc tế (Air Operator's Certificate)
- Tháng 8: Nhận máy bay thứ 4 (Boeing 737-800, HL8253)
- Tháng 10: Mở đường bay Seoul (Incheon) - Bangkok(Suvarnabhumi)
- Tháng 12: Mở đường bay Seoul (incheon) - Fukuoka

### Năm 2012
- Tháng 1
  - Mở đường bay Seoul (Incheon) - Chiangmai
  - Mở đường bay Seoul (Incheon) - Siem Reap
  - Mở đường bay (thuê chuyến) Busan - Chiangmai
  - Được bình chọn số 1 về sự hài lòng của khách hàng cho hãng hàng không giá rẻ do Cơ quan tiêu dùng Hàn Quốc tổ chức
- Tháng 4: Mở đường bay Seoul (Gimpo) - Taipei Songshan
- Tháng 5: Nhận máy bay thứ 5 (Boeing 737-800, HL8268)
- Tháng 11: Nhận giấy phép kinh doanh hàng hóa

### Năm 2013
- Tháng 1: Mở đường bay (thuê chuyến) Seoul (incheon) - Okinawa
- Tháng 3
  - Mở đường bay (thuê chuyến) Seoul (Incheon) - Hainan
- Tháng 4 ~ Tháng 9: Khai thác 6 đường bay tới Trung Quốc (thuế chuyến) (Thạch Gia Trang, Tuyền Châu, Quảng Châu, Trường Sa, Ôn Châu, Nam Ninh)
- Tháng 9: Nhận máy bay thứ 6 (Boeing 737-800, HL8294)
- Tháng 11: Seoul(Incheon) - Bangkok(Suvarnabhumi) Vân chuyển hàng hóa (Khứ hồi Incheon - Bangkok)
- Tháng 12
  - Mở đường bay Seoul (Incheon) - Saga
  - Mở đường bay Seoul (Incheon) - Sapporo

### Năm 2014
- Tháng 3
  - Nhận máy bay thứ 7 (Boeing 737-800, HL8000)
  - Mở đường bay giá rẻ đầu tiên hành trình  Daegu - Jeju
- Tháng 4: Mở đường bay Seoul (Incheon) - Jinan
- Tháng 7: Nhận máy bay thứ 8 (Boeing 737-800, HL8021)
- Tháng 9
  - Mở đường bay Seoul (Incheon) - Haikou
  - Mở đường bay Gwangju - Jeju
  - Mở đường bay Seoul (Incheon) - Oita
- Tháng 12
  - Nhận máy bay thứ 9 (Boeing 737-800, HL8024)
  - Mở đường bay Seoul(Incheon) - Okinawa

### Năm 2015
- Ngày 24 tháng 2: Mở đường bay Daegu - Shanghai Pudong
- Ngày 4 tháng 3: Mở đường bay Seoul (Incheon) - Vientiane
- Ngày 9 tháng 3: Nhận máy bay thứ 10 (Boeing 737-800, HL8030)
- Ngày 29 tháng 3: Mở đường bay Seoul (Incheon) - Osaka(Kansai)
- Ngày 30 tháng 3: Mở đường bay Daegu - Osaka(Kansai)
- Ngày 2 tháng 5: Mở đường bay Muan - Tianjin
- Ngày 17 tháng 5: Mở đường bay (thuê chuyến) Seoul (Incheon) - Yinchuan
- Ngày 5 tháng 7: Danh hiệu 'Sự hài lòng toàn cầu năm 2015', vị trí số 1 trong hạng mục dịch vụ hành khách LCC Hạng mục bánh xe & lốp xe
- Ngày 22 tháng 9: Nhận máy bay thứ 11 (Boeing 737-800, HL8047)
- Ngày 1 tháng 10: Mở đường bay Daegu - Guam
- Ngày 13 tháng 12: Nhận máy bay thứ 12 (Boeing 737-800, HL8056)
- Ngày 14 tháng 12: Đại diện Ham Cheol Ho từ chức / Đại diện Jeong Hong Geun được bổ nhiệm[7]
- Ngày 24 tháng 12: Mở đường bay Seoul (Incheon) - Thành phố Hồ Chí Minh

### Năm 2016
- Ngày 24 tháng 3: Nhận máy bay thứ 13 (Boeing 737-800, HL8067)
- Ngày 29 tháng 4: Nhận máy bay thứ 14 (Boeing 737-800, HL8069)
- Ngày 5 tháng 5: Mở đường bay Daegu - Taipei(Taoyuan)
- Ngày 13 tháng 5: Mở đường bay Seoul (Incheon) - Qingdao
- Ngày 1 tháng 7: Mở đường bay Seoul (Incheon) - Đà Nẵng
- Ngày 8 tháng 7: Nhận máy bay thứ 15 (Boeing 737-800, HL8070)
- Ngày 1 tháng 9
  - Mở đường bay Daegu - Fukuoka
  - Mở đường bay Daegu - Tokyo (Narita)
- Ngày 13 tháng 12
  - Mở đường bay Daegu - Hongkong
  - Nhận máy bay thứ 16 (Boeing 737-800, HL8086)
- Ngày 15 tháng 12: Mở đường bay Daegu - Cebu
- Ngày 23 tháng 12: Mở đường bay Seoul (Incheon) - Saipan

### Năm 2017
- Ngày 2 tháng 4
  - Mở đường bay Daegu - Okinawa
  - Mở đường bay Daegu - Đà Nẵng
- Ngày 28 tháng 4: Mở đường bay Seoul (Incheon) - Kumamoto
- Ngày 12 tháng 6: Nhận máy bay thứ 17 (Boeing 737-800, HL8098)
- Ngày 29 tháng 6: Nhận máy bay thứ 18 (Boeing 737-800, HL8220)
- Ngày 30 tháng 6: Mở đường bay Jeju - Osaka (Kansai)
- Ngày 1 tháng 7
  - Mở đường bay Busan - Đà Nẵng
  - Mở đường bay Busan - Osaka (Kansai)
- Ngày 5 tháng 7: Nhận máy bay thứ 19 (Boeing 737-800, HL8095)
- Ngày 2 tháng 9: Mở đường bay Jeju - Tokyo (Narita)
- Tháng 10: Thành lập dịch vụ vận hành mặt đất hãng hàng không T-way
- Ngày 28 tháng 10: Mở đường bay Daegu - Bangkok (Suvarnabhumi)
- Ngày 7 tháng 12: Ký kết hợp đồng mua 8 máy bay Boeing 737 MAX 8
- Ngày 15 tháng 12
  - Mở đường bay Seoul (Incheon) - Taichung
  - Nhận máy bay thứ 20 (Boeing 737-800, HL8300)
- Ngày 17 tháng 12: Mở đường bay Seoul (Incheon) - Kaohsiung

### Năm 2018
- Ngày 17 tháng 1: Ra mắt dịch vụ làm thủ tục cho  nhà ga sân bay thành phố Gwangmyeong
- Ngày 4 tháng 4: Tái khai thác đường bay Seoul (Incheon) - Jinan
- Ngày 6 tháng 4: Mở đường bay Daegu - Vladivostok
- Ngày 18 tháng 4: Nhận máy bay thứ 21 (Boeing 737-800, HL8306)
- Ngày 22 tháng 6: Ký kết hợp tác giáo dục với trường đại học Catholic Kwandong
- Ngày 2 tháng 7: Mở đường bay Daegu - Khabarovsk
- Ngày 1 tháng 8: Doanh nghiệp được niêm yết trên  Sàn giao dịch chứng khoán Hàn Quốc (KRX)
- Ngày 18 tháng 10: Nhận máy bay thứ 22 (Boeing 737-800, HL8323)
- Ngày 29 tháng 10: Ngưng khai thác vô thời hạn Daegu - Khabarovsk
- Ngày 2 tháng 11: Nhận máy bay thứ 23 (Boeing 737-800, HL8326)
- Ngày 10 tháng 11: Nhận máy bay thứ 24 (Boeing 737-800, HL8324)
- Ngày 29 tháng 11
  - Nhận máy bay thứ 25 (Boeing 737-800, HL8327)
  - Mở đường bay Daegu - Kumamoto
  - Mở đường bay Daegu - Hà Nội
- Ngày 20 tháng 12: Mở đường bay Seoul (Incheon) - Hà Nội
- Ngày 21 tháng 12: Mở đường bay Seoul (Incheon) - Clark
- Ngày 22 tháng 12
  - Mở đường bay Busan - Saga
  - Mở đường bay Busan - Oita
  - Mở đường bay Busan - Hà Nội
  - Mở đường bay Seoul (Incheon) - Oita
  - Mở đường bay Muan - Oita
  - Mở đường bay (thuê chuyến) Daegu - Saga
- Ngày 27 tháng 12: Mở đường bay (thuê chuyến) Daegu - Clark

### Năm 2019
- Ngày 12 tháng 1: Nhận máy bay thứ 26 (Boeing 737-800, HL8329)
- Ngày 20 tháng 1: Mở đường bay Seoul (Incheon) - Nha Trang
- Ngày 22 tháng 3: Nhận máy bay thứ 27 (Boeing 737-800, HL8363)
- Ngày 31 tháng 3
  - Mở đường bay Daegu - Saga
  - Mở đường bay Daegu - Sapporo
- Ngày 2 tháng 4: Mở đường bay Seoul (Incheon) - Kagoshima
- Ngày 10 tháng 4: Mở đường bay Jeju - Nagoya (Chubu)
- Ngày 11 tháng 5: Nhận máy bay thứ 28 (Boeing 737-800, HL8354)
- Ngày 20 tháng 6: Mở đường bay Seoul (Incheon) - Phuket
- Ngày 24 tháng 7: Ngưng khai thác Muan - Oita
- Ngày 1 tháng 9
  - Ngưng khai thác Busan - Saga
  - Ngưng khai thác Daegu - Kumamoto
  - Mở đường bay Daegu - Trương Gia Giới
- Ngày 2 tháng 9: Mở đường bay Daegu - Yanji
- Ngày 2 tháng 10: Mở đường bay Seoul (Incheon) - Kalibo
- Ngày 22 tháng 12: Mở đường bay Seoul (Incheon) - Shenyang
- Ngày 25 tháng 12: Mở đường bay (thuê chuyến) Busan - Vientiane
- Ngày 26 tháng 12: Mở đường bay Daegu - Vientiane

### Năm 2020
- Ngày 15 tháng 1: Mở đường bay Busan - Vientiane
- Ngày 31 tháng 1: Ngưng khai thác Daegu - Yanji
- Ngày 1 tháng 2: Ngưng khai thác Seoul (Incheon) - Sanya
- Ngày 2 tháng 2: Ngưng khai thác Daegu - Trương Gia Giới
- Ngày 4 tháng 2: Ngưng khai thác Seoul (Incheon) - Ôn Châu

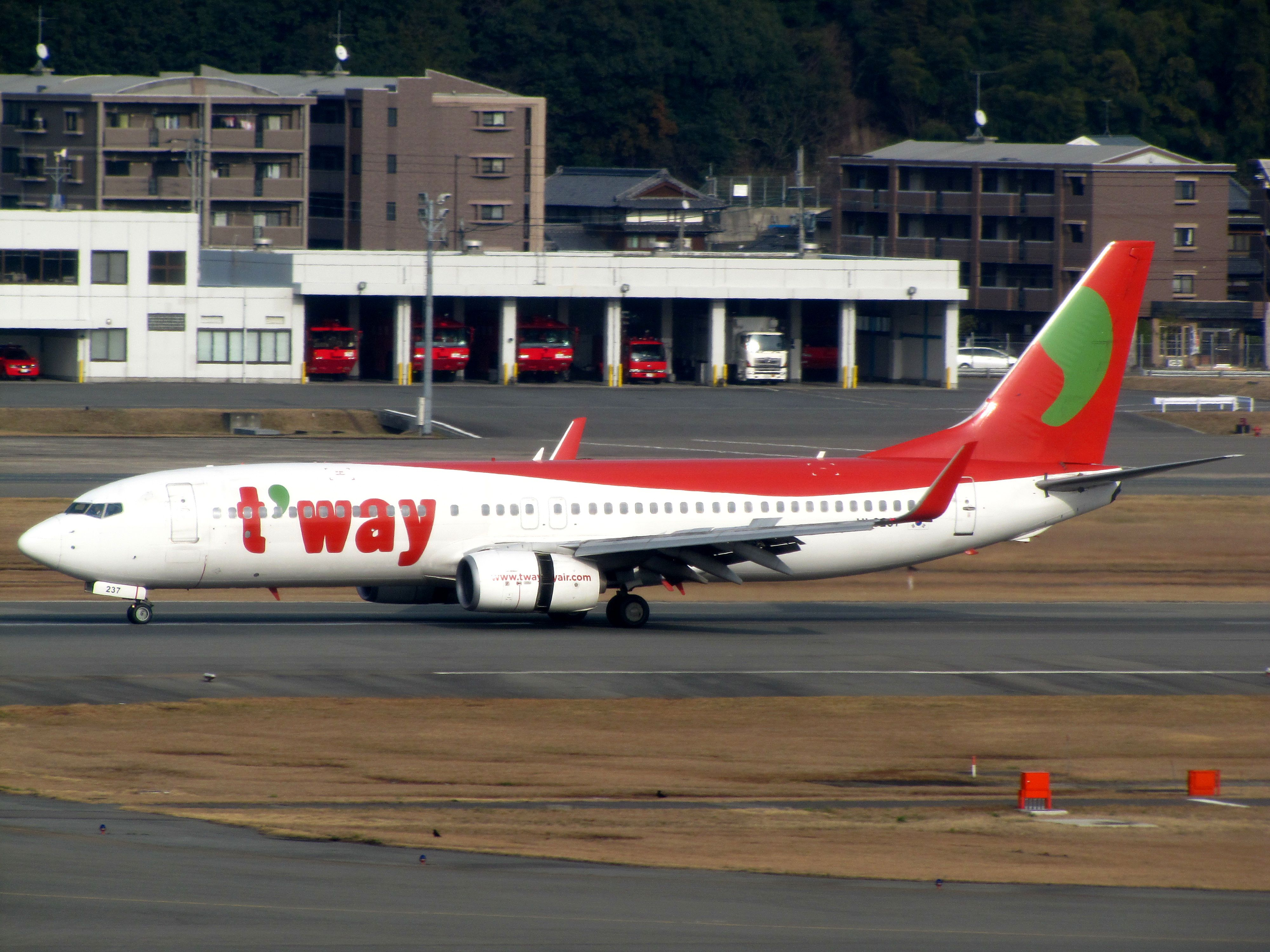
Một chiếc máy bay T'Way Air Boeing 737-800 trên Sân bay Fukuoka tại Nhật Bản, 2012.

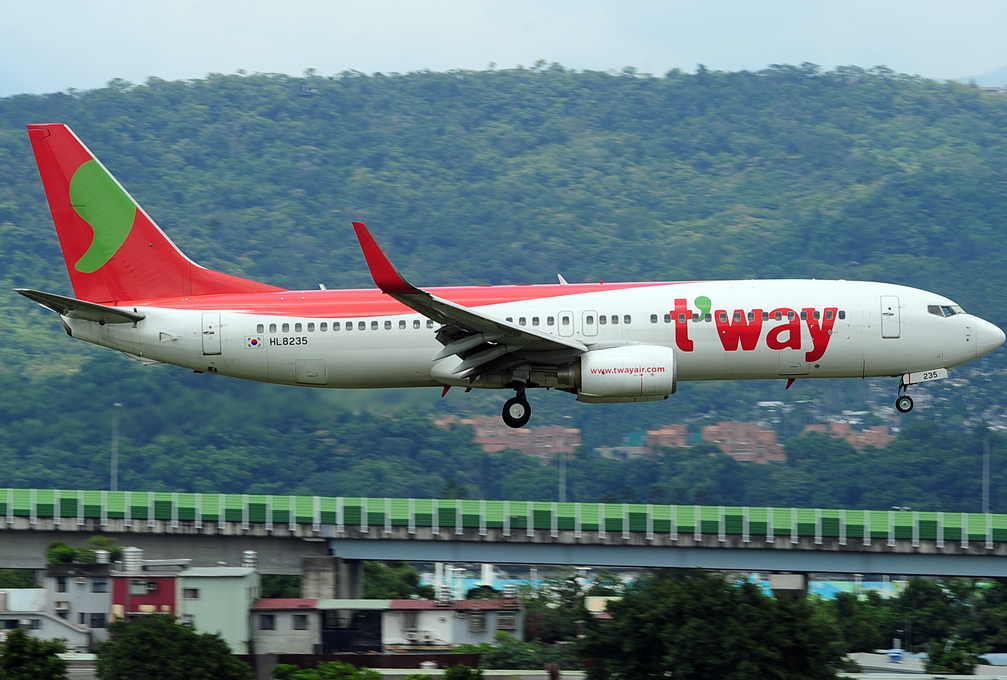

## Điểm đến
Tính đến tháng 10 năm 2019, T'way Air khai thác – và dự định khai thác – các điểm đến sau:
| Quốc gia                 | Thành phố             | Sân bay                             | Ghi chú           | Tham khảo     |
| ------------------------ | --------------------- | ----------------------------------- | ----------------- | ------------- |
| Trung Quốc               | Haikou                | Sân bay quốc tế Haikou Meilan       | Đã ngưng          |               |
| Trung Quốc               | Hong Kong             | Sân bay quốc tế Hong Kong           |                   |               |
| Trung Quốc               | Jinan                 | Sân bay quốc tế Jinan Yaoqiang      |                   |               |
| Trung Quốc               | Ma Cao                | Sân bay quốc tế Ma Cao              |                   |               |
| Trung Quốc               | Nanning               | Sân bay quốc tế Nanning Wuxu        | Đã ngưng          |               |
| Trung Quốc               | Qingdao               | Sân bay quốc tế Qingdao Liuting     |                   |               |
| Trung Quốc               | Sanya                 | Sân bay quốc tế Sanya Phoenix       |                   |               |
| Trung Quốc               | Thượng Hải            | Sân bay quốc tế Shanghai Pudong     |                   |               |
| Trung Quốc               | Wenzhou               | Sân bay quốc tế Wenzhou Longwan     |                   |               |
| Trung Quốc               | Yanji                 | Sân bay quốc tế Yanji Chaoyangchuan |                   | [ 10 ]        |
| Trung Quốc               | Trương Gia Giới       | Sân bay quốc tế Zhangjiajie Hehua   |                   | [ 10 ]        |
| Guam                     | Hagåtña               | Sân bay quốc tế Antonio B. Won Pat  |                   |               |
| Japan                    | Fukuoka               | Sân bay Fukuoka                     |                   |               |
| Japan                    | Kumamoto              | Sân bay Kumamoto                    |                   |               |
| Japan                    | Nagoya                | Sân bay quốc tế Chubu Centrair      |                   | [ 11 ]        |
| Japan                    | Naha                  | Sân bay Naha                        |                   |               |
| Japan                    | Ōita                  | Sân bay Oita                        |                   |               |
| Japan                    | Osaka                 | Sân bay quốc tế Kansai              |                   |               |
| Japan                    | Saga                  | Sân bay Saga                        |                   |               |
| Japan                    | Sapporo               | Sân bay New Chitose                 |                   |               |
| Japan                    | Tokyo                 | Sân bay quốc tế Narita              |                   |               |
| Lào                      | Viêng Chăn            | Sân bay quốc tế Wattay              |                   |               |
| Northern Mariana Islands | Saipan                | Sân bay quốc tế Saipan              |                   |               |
| Philippines              | Angeles               | Sân bay quốc tế Clark               |                   | [ 12 ]        |
| Philippines              | Cebu                  | Sân bay quốc tế Mactan–Cebu         |                   |               |
| Philippines              | Kalibo                | Sân bay quốc tế Kalibo              |                   | [ 13 ]        |
| Nga                      | Khabarovsk            | Sân bay Khabarovsk Novy             |                   | [ 14 ]        |
| Nga                      | Vladivostok           | Sân bay quốc tế Vladivostok         |                   | [ 15 ] [ 16 ] |
| Hàn Quốc                 | Busan                 | Sân bay quốc tế Gimhae              |                   |               |
| Hàn Quốc                 | Daegu                 | Sân bay quốc tế Daegu               |                   |               |
| Hàn Quốc                 | Gwangju               | Sân bay Gwangju                     |                   |               |
| Hàn Quốc                 | Jeju                  | Sân bay quốc tế Jeju                |                   |               |
| Hàn Quốc                 | Muan                  | Sân bay quốc tế Muan                |                   |               |
| Hàn Quốc                 | Seoul                 | Sân bay quốc tế Gimpo               | Domestic Hub      |               |
| Hàn Quốc                 | Seoul                 | Sân bay quốc tế Incheon             | International Hub |               |
| Đài Loan                 | Kaohsiung             | Sân bay quốc tế Kaohsiung           |                   | [ 17 ]        |
| Đài Loan                 | Taipei                | Sân bay quốc tế Taipei Taoyuan      |                   |               |
| Đài Loan                 | Taipei                | Sân bay Taipei Songshan             |                   |               |
| Đài Loan                 | Taichung              | Sân bay quốc tế Taichung            |                   | [ 17 ]        |
| Thái Lan                 | Bangkok               | Sân bay quốc tế Suvarnabhumi        |                   |               |
| Thái Lan                 | Chiang Mai            | Sân bay quốc tế Chiang Mai          |                   | [ 18 ]        |
| Việt Nam                 | Đà Nẵng               | Sân bay quốc tế Đà Nẵng             |                   |               |
| Việt Nam                 | Thành phố Hồ Chí Minh | Sân bay quốc tế Tân Sơn Nhất        |                   |               |
| Việt Nam                 | Hà Nội                | Sân bay quốc tế Nội Bài             |                   |               |
| Việt Nam                 | Nha Trang             | Sân bay quốc tế Cam Ranh            |                   |               |

## Đội bay
Độ tuổi trung bình đội bay tính đến tháng 1 năm 2023 là 13.1 năm.
Tính đến tháng 1 năm 2023:
| Máy bay          | Đang hoạt động | Đặt hàng | Hành khách | Hành khách | Hành khách | Ghi chú               |
| Máy bay          | Đang hoạt động | Đặt hàng | C          | Y          | Tổng       | Ghi chú               |
| ---------------- | -------------- | -------- | ---------- | ---------- | ---------- | --------------------- |
| Airbus A330-300  | 3              | —        | 12         | 335        | 347        |                       |
| Boeing 737-800   | 26             | —        | —          | 189        | 189        |                       |
| Boeing 737 MAX 8 | 1              | 7        | TBA        | TBA        | TBA        | Giao hàng từ năm 2022 |
| Tổng cộng        | 30             | 7        |            |            |            |                       |